# Histopatologie
Histopatologia (în care histo este un element prim de compunere savantă cu semnificația „referitor la un țesut organic“, iar patologie este o ramură a medicinei care se ocupă cu studiul cauzelor și simptomelor bolilor și a efectelor provocate de acestea) este o ramură a patologiei specializată în studierea țesuturilor bolnave cu ajutorul microscopului. Este un important instrument al anatomiei patologice și este folosit pentru diagnosticul de certitudine al cancerului și al altor boli.